# Ola Källenius
Ola Källenius (Västervik, Suecia, 11 de junio de 1969) es un directivo sueco de la industria del automóvil, ligado desde la década de 1990 a la Daimler AG, empresa en cuyo consejo de administración ocupa asiento desde 2015.

## Carrera
Entre 1988 y 1993 cursó estudios de máster en Administración Internacional en la Escuela de Economía de Estocolmo y de Finanzas y Contabilidad en la Universidad de San Galo.
Comenzó su andadura laboral en el año 1993 en la entonces denominada Daimler-Benz AG en el marco de un programa de jóvenes talentos internacionales. Tras sus inicios en el área de Controlling, ocupó diversos cargos de directivo en Daimler, entre los cuales cabe citar el de Jefe de Departamento de Compras de grupo motopropulsor en la división de turismos de Mercedes-Benz, así como otros puestos de dirección en Tuscaloosa (Estados Unidos) y Gran Bretaña.
En 2010 ingresó en el consejo de administración de  Mercedes-AMG, entidad de la cual fue vicepresidente. El 1 de octubre de 2013 cedió su puesto a Tobias Moers,  pasando Källenius a ser miembro del consejo de la división de vehículos de turismo de Mercedes en calidad de responsable de compras.
El 1 de enero de 2015 obtuvo su asiento en el consejo de administración del consorcio Daimler AG, igualmente como responsable del área de Compras.
El 1 de enero de 2017 asumió dentro del consejo de Daimler AG la dirección del área de "Innovación del Consorcio y Desarrollo de Mercedes-Benz Cars". Se convirtió con ello en sustituto de Thomas Weber, quien se jubilaba después de haber desempeñado dicha labor desde 2004. La sustituta de Källenius como responsable de Compras en el máximo ente administrativo de Mercedes-Benz Cars fue Britta Seeger.
A partir de mayo de 2019, Källenius relevará a Dieter Zetsche en su puesto como presidente del consejo de administración.

## Vida personal
Källenius está casado con una alemana y es padre de tres hijos.